# Кехтна
Ке́хтна (эст. Kehtna) — посёлок в волости Кехтна уезда Рапламаа, Эстония. 
До административной реформы местных самоуправлений Эстонии 2017 года входил в состав упразднённой волости Кехтна и был её административным центром.

## География и описание
Расположен в верхнем течении реки Куузику, у шоссе Таллин—Вильянди, в 10 километрах к юго-востоку от уездного центра — города Рапла. Высота над уровнем моря — 66 метров.
Климат умеренный. Официальный язык — эстонский. Почтовый индекс — 94202.

## Население
По данным переписи населения 2021 года, в Кехтна насчитывалось 1173 жителя, из них 1096 (93,5 %) — эстонцы.
По данным переписи населения 2011 года, в посёлке проживали 1142 человека, из них 1047 (91,7 %) — эстонцы.
Численность населения посёлка Кехтна по данным переписей населения:
| Год  | 1959 | 1970  | 1979   | 1989   | 2000   | 2011   | 2021   |
| ---- | ---- | ----- | ------ | ------ | ------ | ------ | ------ |
| Чел. | 657  | ↗ 757 | ↗ 1381 | ↗ 1664 | ↘ 1600 | ↘ 1142 | ↗ 1173 |

## История
Первое упоминание о населённом пункте (деревне) относится к 1417 году (Kegtel).
В 1470 году упомянута мыза Кехтель (Kectel), в 1485 году упоминается Kechtenell, в 1798 году Kechtel, Kechtna. В ходе земельной реформы 1919 года мыза была национализирована и действовала далее как государственная мыза. Посёлок сформировался вокруг неё в 1920-х годах. На создание и развитие посёлка большое влияние оказали работавшие в нём с 1925 года различные профессиональные учебные учреждения. В годы Первой Эстонской республики в главном здании мызы работала Кехтнаская высшая школа домоводства (в дальнейшем её название несколько раз менялось), в советское время — Кехтнаский опорно-показательный совхоз-техникум (специальности: механизация сельского хозяйства; механизация гидромелиоративных работ; гидромелиорация). Новое здание учебного заведения было построено в 1953 году. Мызный особняк с 1997 года перешёл в частные руки. 
Совхоз-техникум являлся опытным хозяйством Эстонского НИИ животноводства и ветеринарии им. А. Мёльдера. Его сельскохозяйственные угодья составляли 7504 га, сельскохозяйственным производством в 1978 году занимались 532 человека.

## Инфраструктура
В Кехтна работают основная школа (в 2002/2003 учебном году 328 учеников, в 2009/2010 году 172 ученика), детский сад,  клуб, библиотека, молодёжный центр, школа искусств, дом тяжёлой атлетики, почтовое отделение и аптека. В бывшем доме управляющего мызой работает Кехтнаская волостная управа (в административном центре волости Кехтна — посёлке Ярваканди — имеется её центр обслуживания). 
В посёлке продолжает работу среднее профессиональное учебное заведение, с 2016 года носящее название Кехтнаский центр профессионального образования. 
В Кехтна есть полицейский участок, в котором служат трое полицейских.

## Достопримечательности
- Главное здание мызы Кегель (Кехтна)[20] и её хозяйственные строения (памятники архитектуры);
- парк бывшей мызы, является природоохранным объектом[21] и внесён в Государственный регистр памятников культуры Эстонии как памятник архитектуры (27 га)[22];
- братская могила павших во Второй мировой войне, исторический памятник с 1997 года до 2023 года[23]. В ноябре 2022 года сформированная при Госканцелярии Эстонии рабочая группа по советским памятникам признала памятник на могиле нейтральным и разрешила его оставить, но указала убрать советскую символику и надпись перед памятником «Бойцам Советской армии, павшим в Великой Отечественной войне 1941—1945» заменить на нейтральный текст «Жертвы Второй мировой войны»[24][25][26] (см. Список советских военных памятников Эстонии),
- в юго-западной части посёлка находятся родники Михкли-Юри[5].

## Галерея

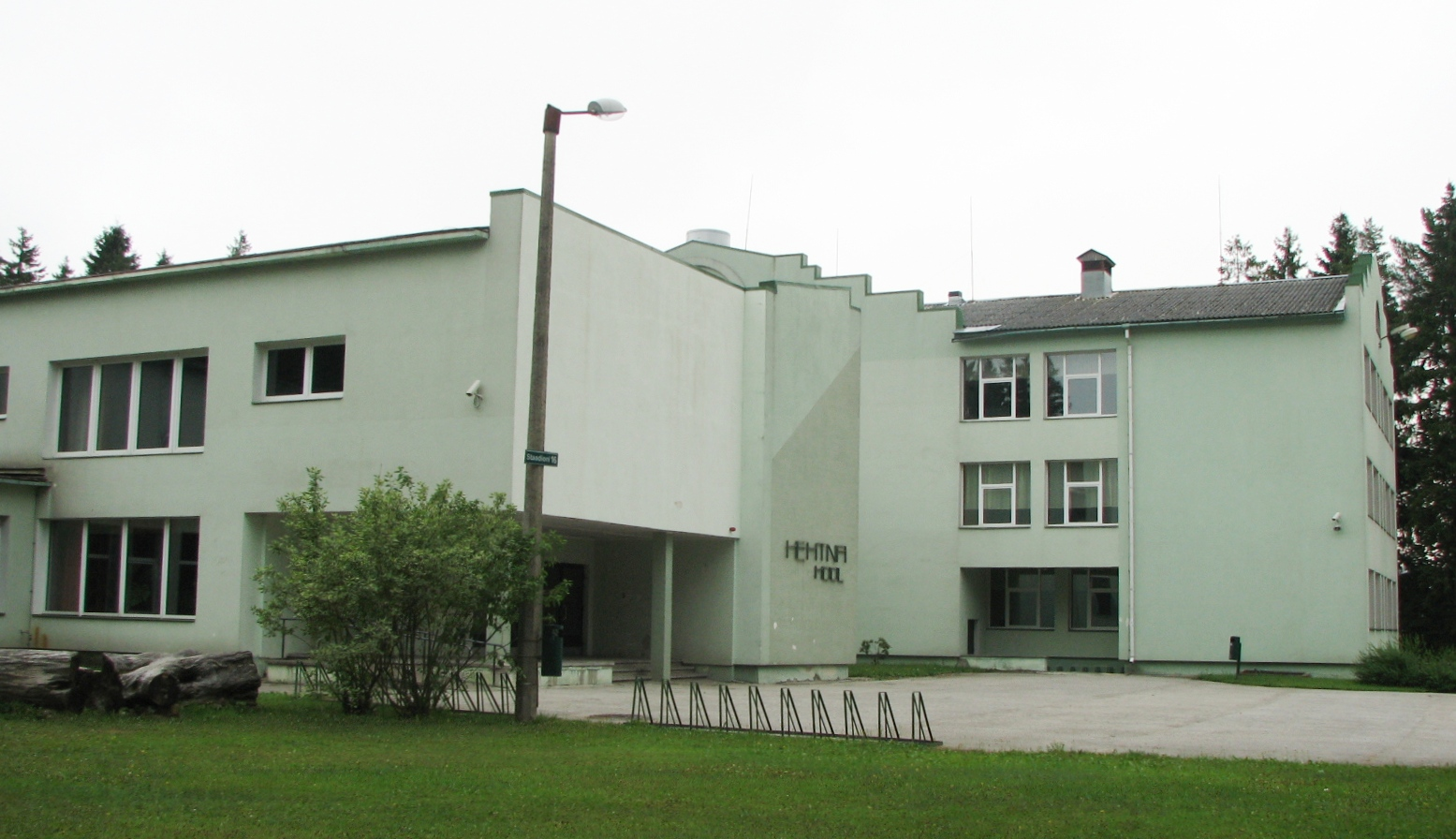
Школа
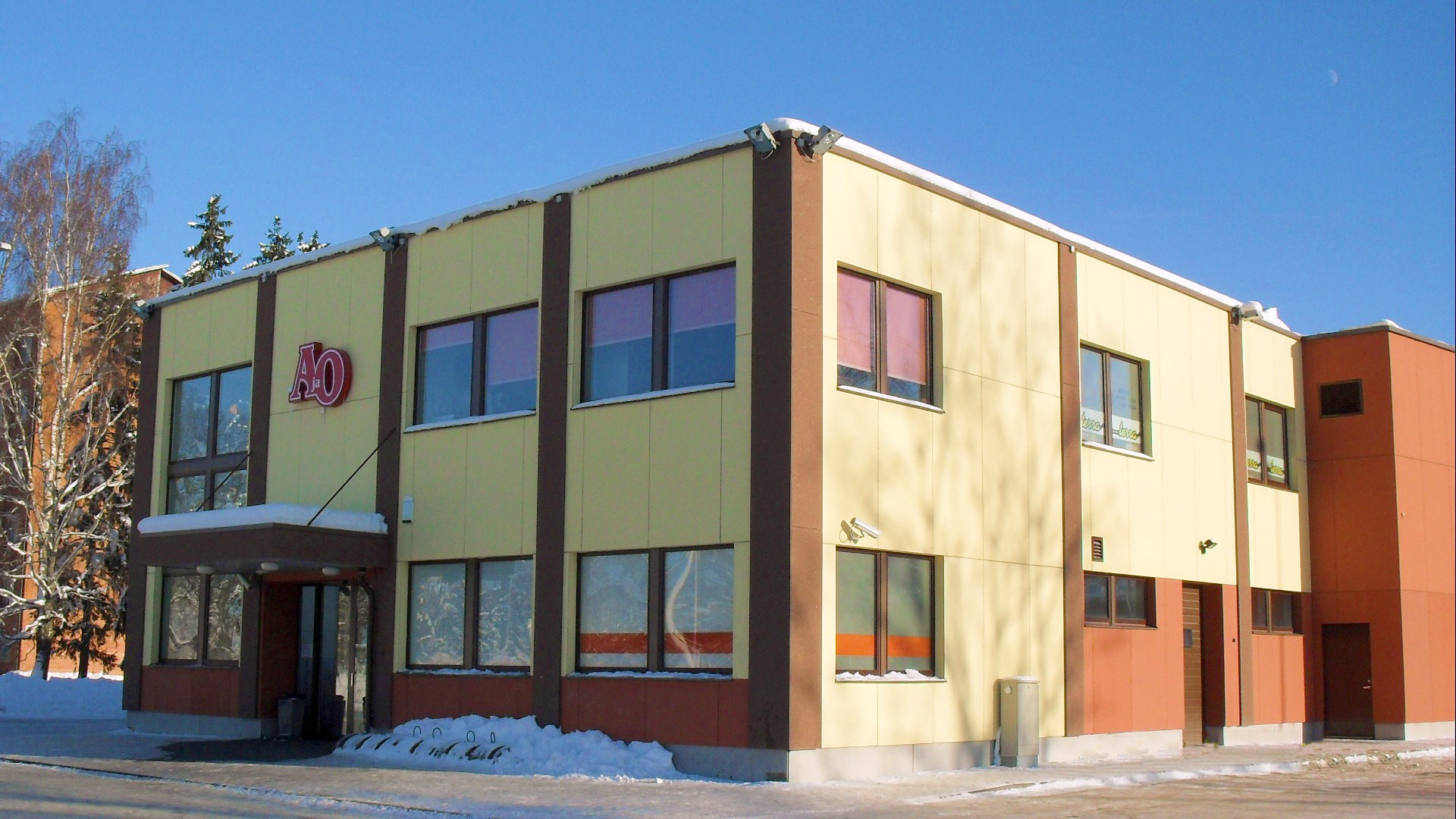
Магазин
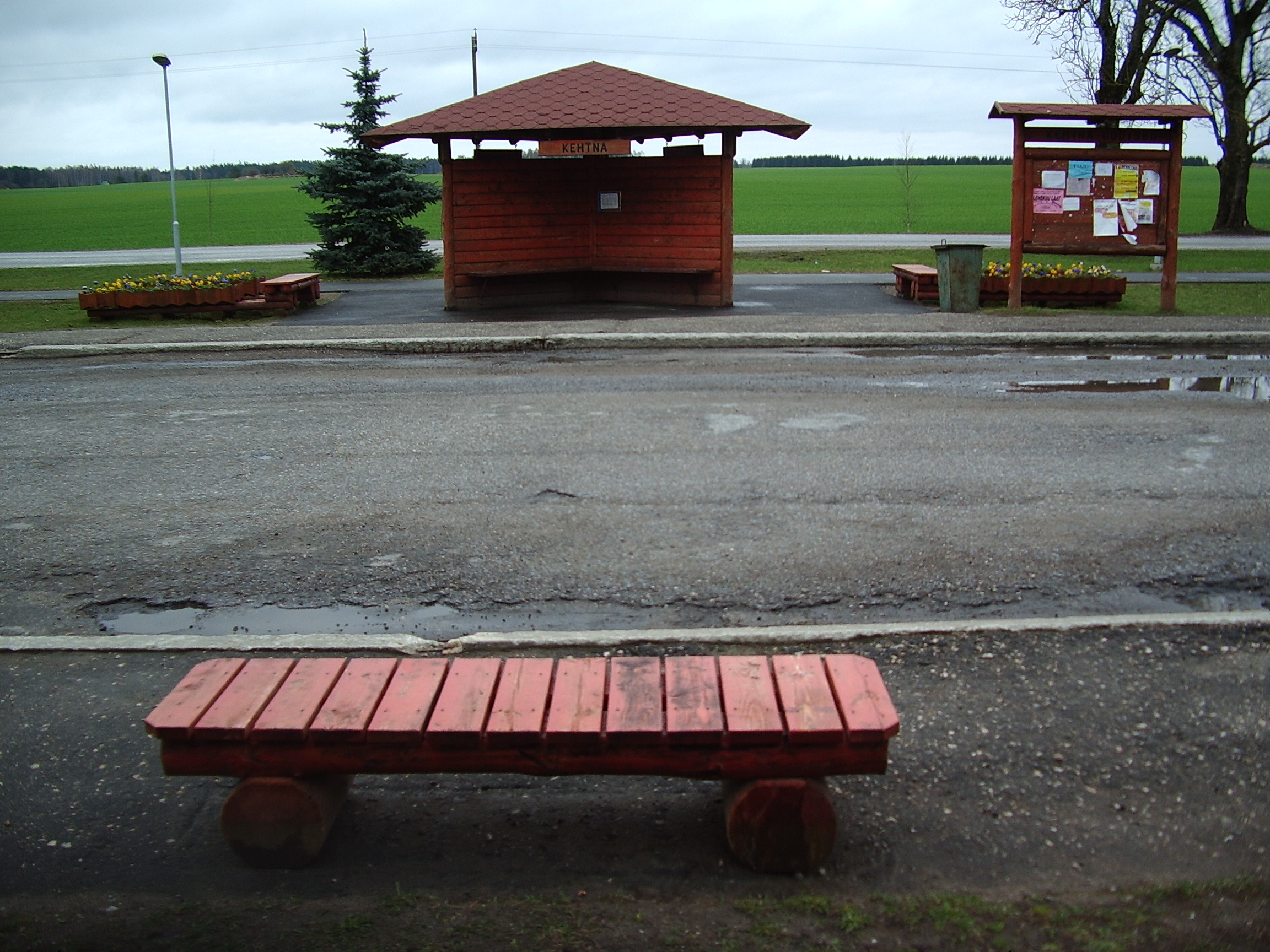
Автобусная остановка
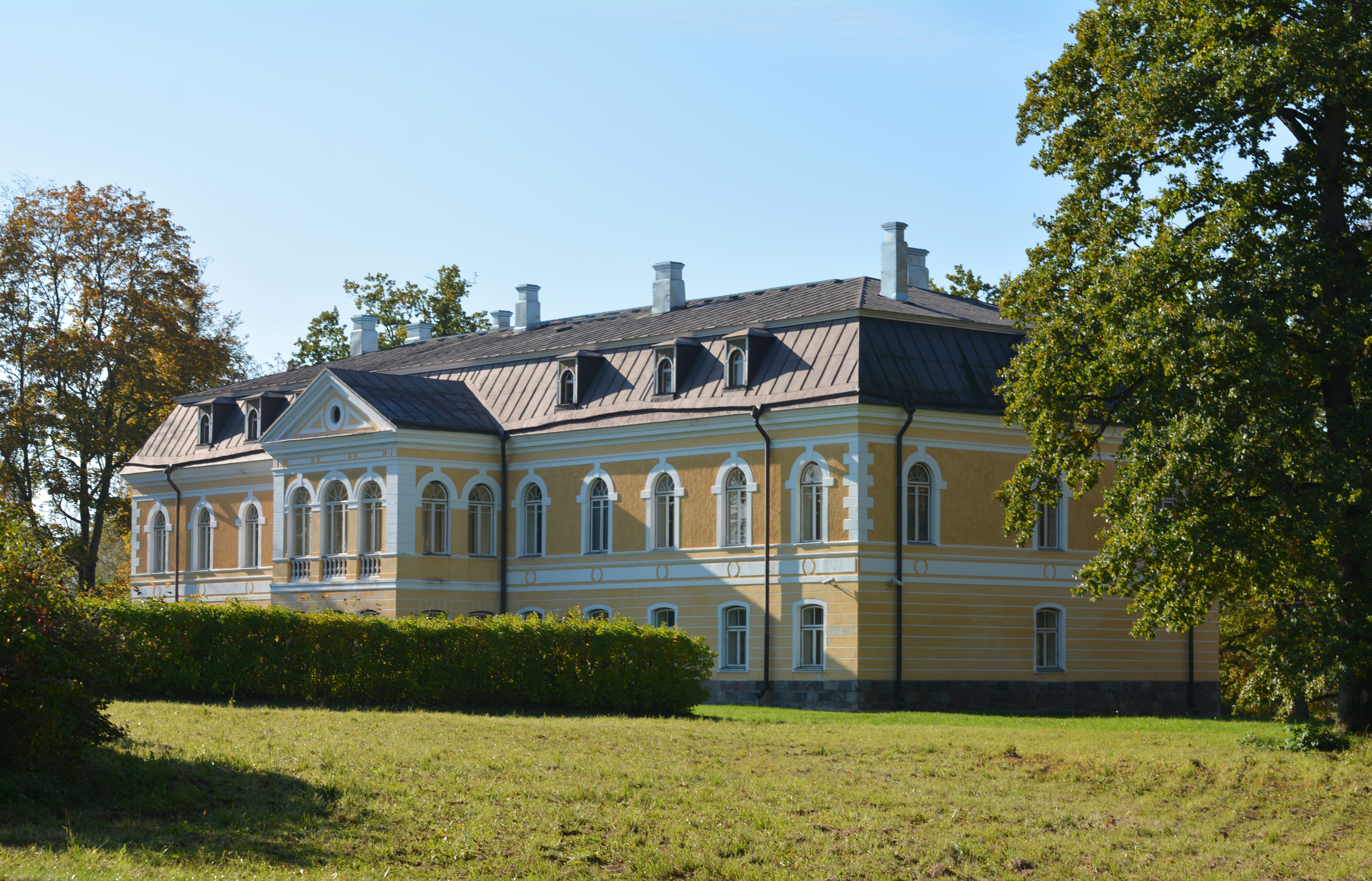
Мыза Кехтель (Кехтна)
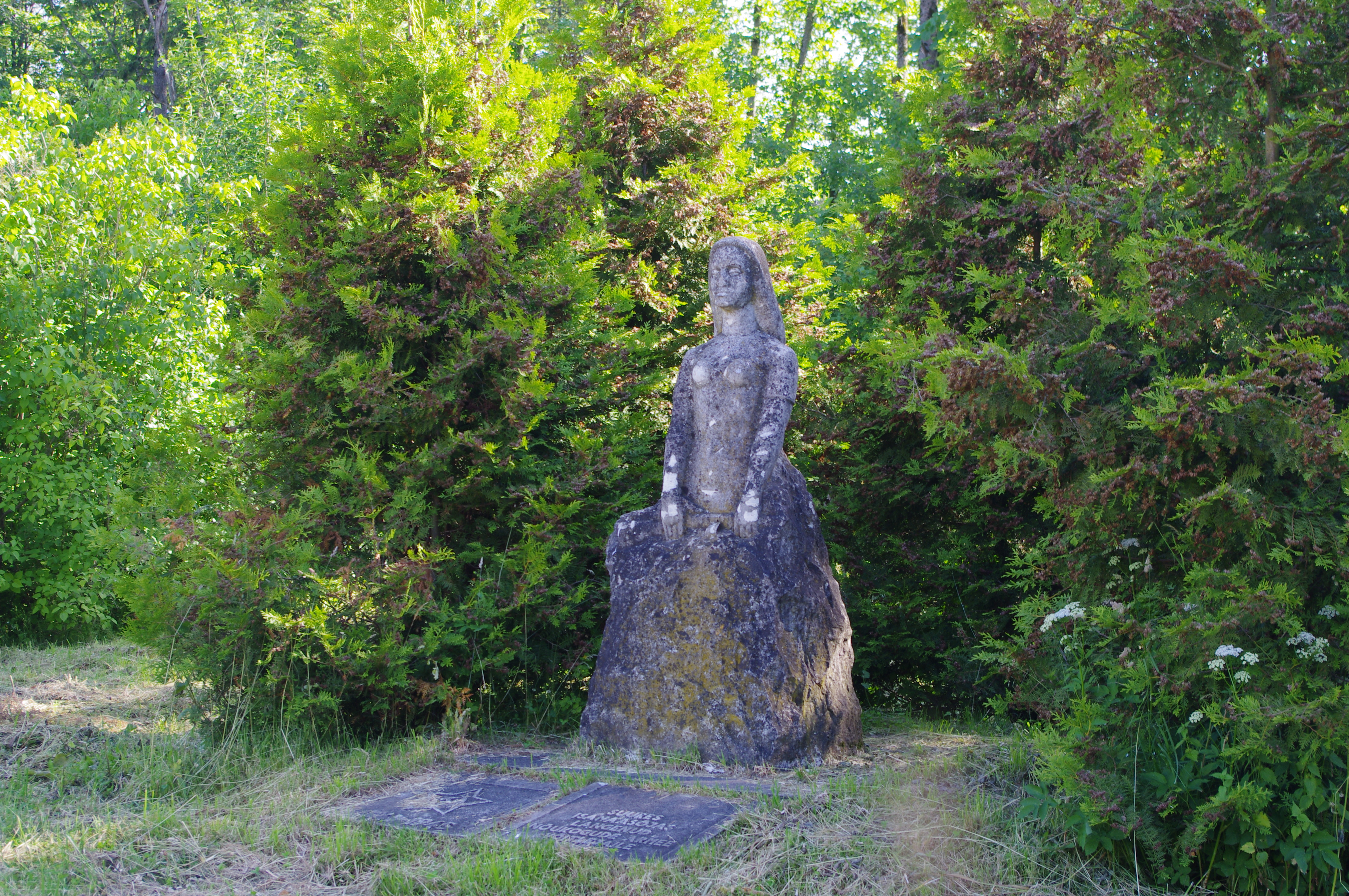
Братская могила павших во Второй мировой войне, 2012 год
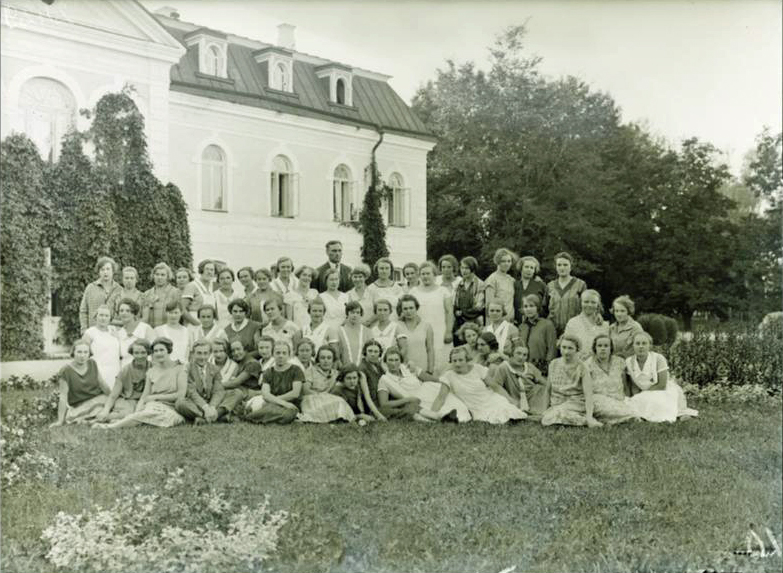
Ученицы Кехтнаской высшей школы домоводства, 1927 год
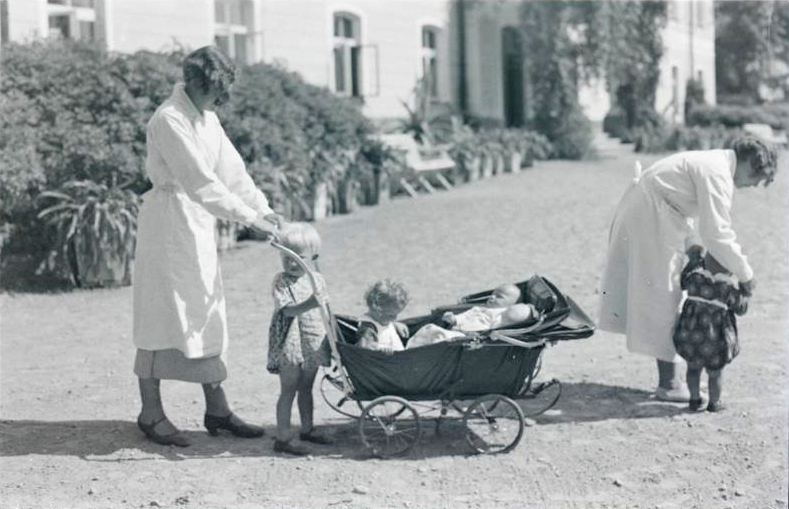
Воспитанники детсада Кехтнаской высшей школы домоводства на прогулке, 1936 год
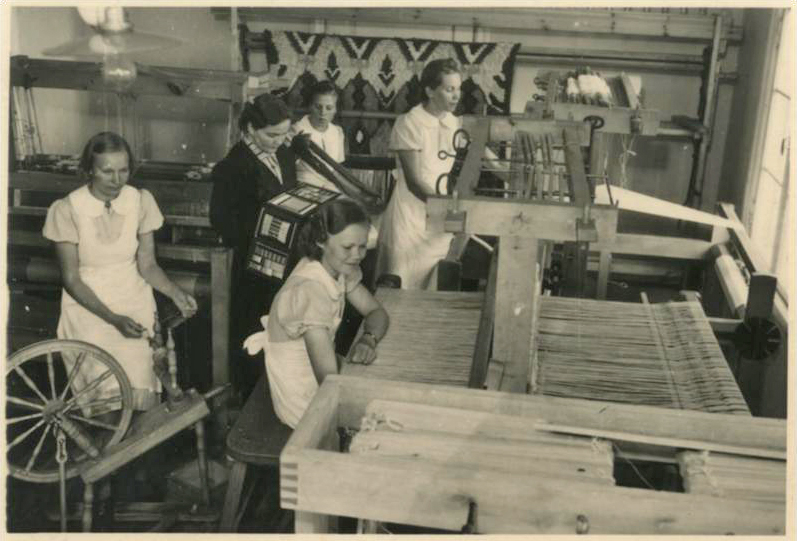
Ученицы Кехтнаской высшей школы домоводства на учебной практике по ткачеству, 1940 год
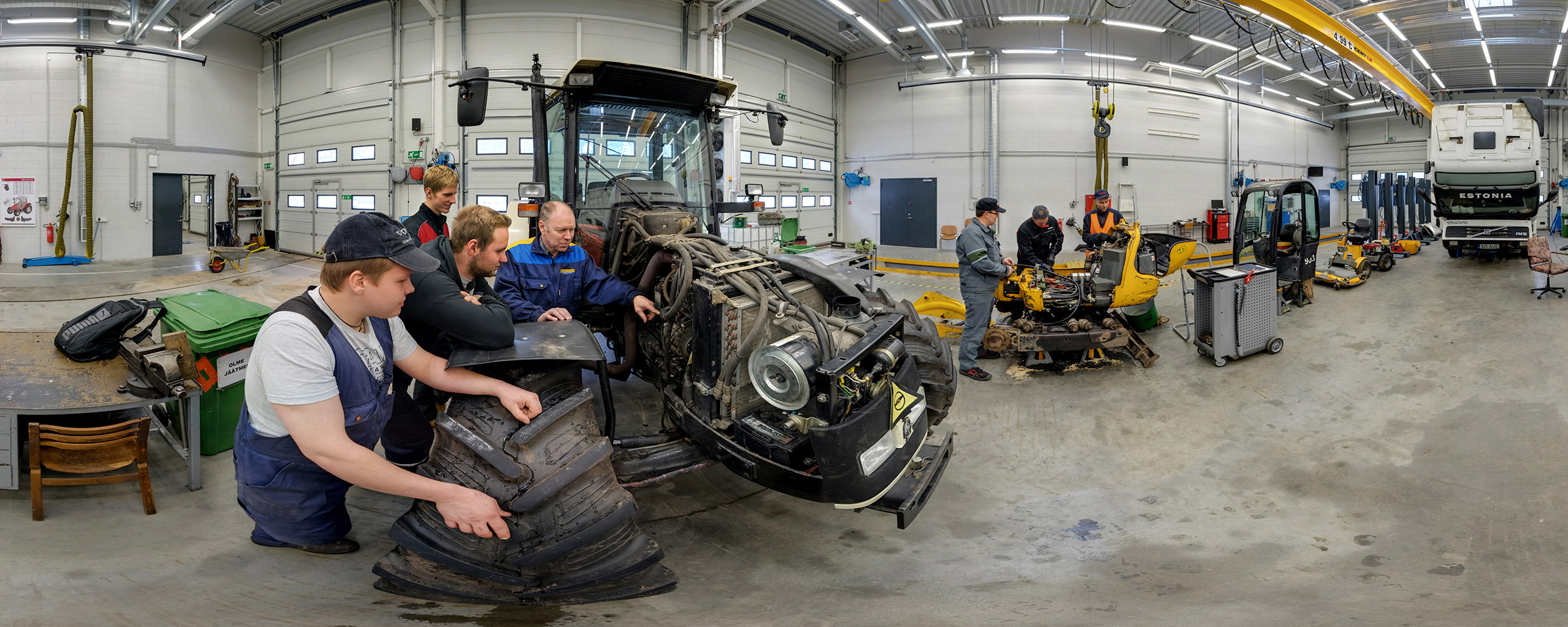
Кехтнаский центр профобразования, лаборатория движущихся машин (360° панорама)
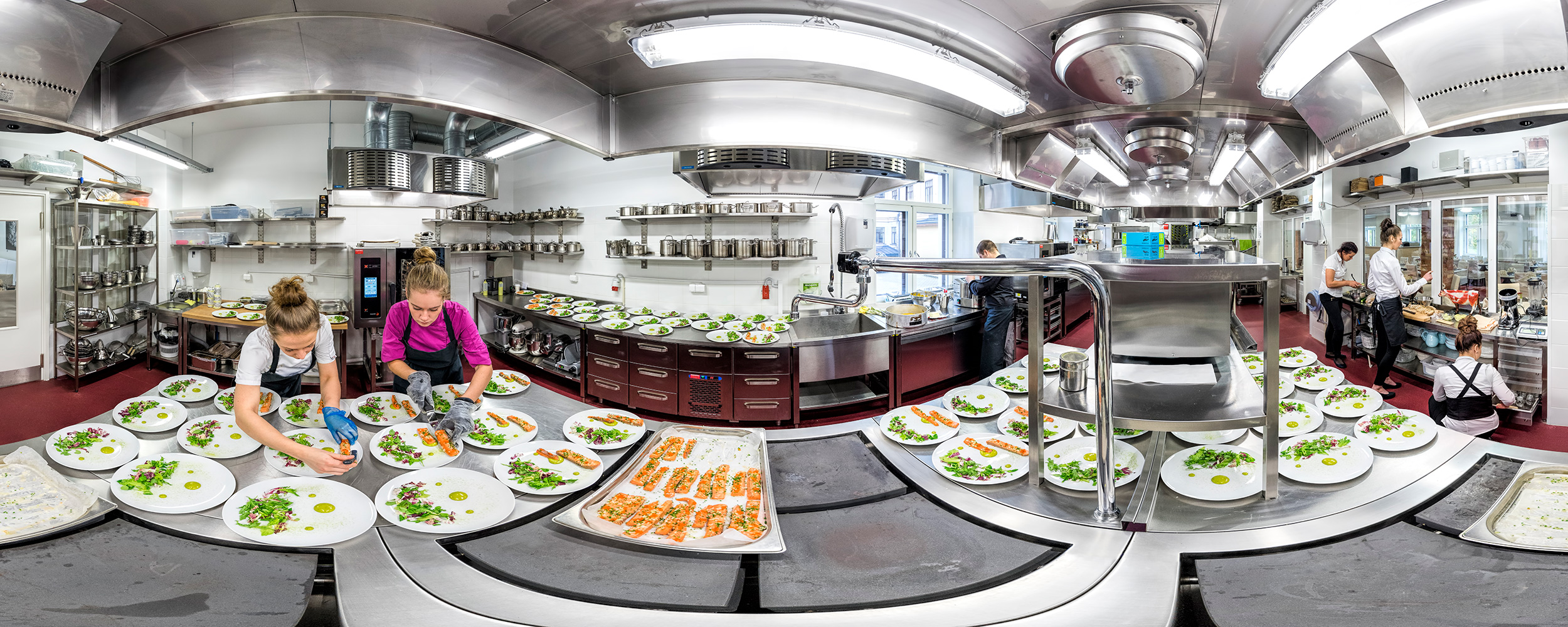
Кехтнаский центр профобразования, учебная кухня (360° панорама)
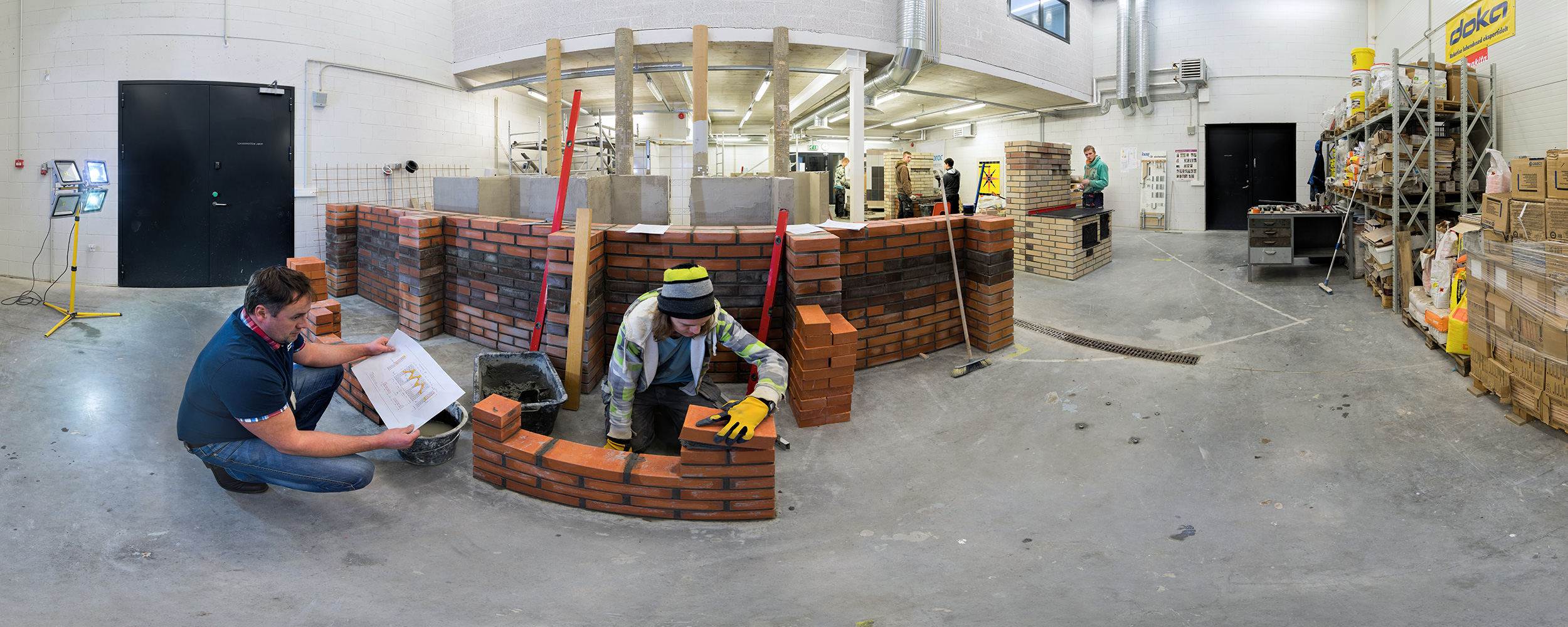
Кехтнаский центр профобразования, строительная лаборатория (360° панорама)

## Комментарии
1. ↑  Эстонские топонимы, оканчивающиеся на -а, не склоняются и не имеют женского рода (исключение — Нарва)[7].